# Технические энциклопедии
Технические энциклопедии и словари — научно-справочные издания, содержащие систематизированный свод сведений по технике (технологическому оборудованию и процессам, предметам труда и т. п.), техническим и смежным наукам.
Выделяют общие (охватывающие всю совокупность техники) и специальные (посвященные конкретной отрасли или направлению в развитии техники). Строятся по алфавиту или систематически по описываемым темам.
Среди известных технических энциклопедий
- Энциклопедия, или Толковый словарь наук, искусств и ремёсел
- Техническая энциклопедия 1927 года
- Энциклопедический справочник «Машиностроение» (1946)
- Энциклопедия «Машиностроение»
- Физическая энциклопедия